# Ted Immers
Ted Immers (Haarlem, 31 de marzo de 1941-Haarlem, 14 de marzo de 2024) fue un futbolista y entrenador de fútbol neerlandés que jugó en la posición de centrocampista. Era el padre del actor y cantante Tim Immers.

## Carrera

### Jugador
| Periodo   | Club        |
| --------- | ----------- |
| 1960–1963 | VSV         |
| 1963–1965 | SC Telstar  |
| 1965-1970 | SC Gooiland |

### Entrenador
| Periodo   | Club          |
| --------- | ------------- |
| 1986–1988 | FC Eindhoven  |
| 1988–1989 | SC Heerenveen |
| 1990–1991 | HFC Haarlem   |
| 1996–1998 | FC Lisse      |

## Logros
- Zaterdag Hoofdklasse A (1): 1996/97